# Кравчик (рід)
Кра́вчик (Orthotomus) — рід горобцеподібних птахів родини тамікових (Cisticolidae). Представники цього роду мешкають в Південній і Південно-Східній Азії.

## Опис
Кравчики — дрібні птахи, середня довжина яких становить 10—14 см, а вага 6—10 г. Вони мають яскраве забарвлення, верхня частина тіла у них зелена або сіра, а нижня жовтувата або сіра. У деяких видів верхня частина голови є каштановою. Кравчиками притаманні короткі, округлі крила, короткі, направлені догори хвости, міцні лапи і довгі, вигнуті дзьоби. Вони живуть на узліссях тропічних лісів, в рідколіссях, чагарникових заростях і садах. Кравчики отримали свою назву через характерну будову їхнього гнізда. Вони проколюють краї широкого листа і «зшивають» їх за допомогою рослинних волокон або павутиння, після чого в конусі, що утворився з листа, розміщують звичайне гніздо з трави.

## Види
Виділяють тринадцять видів:
- Кравчик довгохвостий (Orthotomus sutorius)
- Кравчик чорноволий (Orthotomus atrogularis)
- Кравчик камбоджійський (Orthotomus chaktomuk)[3][4]
- Кравчик філіпінський (Orthotomus castaneiceps)
- Кравчик зеленоспинний (Orthotomus chloronotus)[5][6]
- Кравчик рудолобий (Orthotomus frontalis)
- Кравчик лусонський (Orthotomus derbianus)
- Кравчик рудохвостий (Orthotomus sericeus)
- Кравчик рудощокий (Orthotomus ruficeps)
- Кравчик яванський (Orthotomus sepium)
- Кравчик мінданайський (Orthotomus cinereiceps)
- Кравчик чорноголовий (Orthotomus nigriceps)
- Кравчик самаранський (Orthotomus samarensis)

## Етимологія
Наукова назва роду Orthotomus походить від сполучення слів дав.-гр. ορθος — прямий і τομευς — ніж, лезо.